# Selenops banksi
Selenops banksi is een spinnensoort in de taxonomische indeling van de Selenopidae.
Het dier komt voor van Panama tot Peru en oostelijk tot Guyana.
Het dier behoort tot het geslacht Selenops. De wetenschappelijke naam van de soort werd voor het eerst geldig gepubliceerd in 1953 door Martin Hammond Muma.